# Systém APG II
Taxonomický systém APG II byl publikován v roce 2003 skupinou vědců zvanou Angiosperm Phylogeny Group.
- Angiosperm Phylogeny Group (2003). An update of the Angiosperm Phylogeny Group classification for the orders and families of flowering plants: APG II. Botanical Journal of the Linnean Society 141: 399-436. (Available online: Abstract | Full text (HTML) | Full text (PDF))

Systém APG II je vlastně aktualizací systému APG, který byl publikován v roce 1998. Oba systémy jsou založeny na rozsáhlé spolupráci mnoha vědců z mnoha institucí po celém světě.
Hlavními skupinami systému jsou klady; klasické termíny jako "třída" nebo "podtřída" systém nepoužívá.
- angiosperms :
magnoliids
monocots
commelinids
eudicots
core eudicots
rosids
eurosids I
eurosids II
asterids
euasterids I
euasterids II

## Systém
Zpracováno podle . Symbol * označuje nové umístění čeledi v rámci systému, symbol † označuje nově rozeznávaný řád systémem APG, symbol § nové vymezení čeledi. Seznam považuje za počáteční datum pro čeledi kvetoucích rostlin 4. srpna 1789 (Jussieu, Genera plantarum).
- clade: angiosperms
čeleď: Amborellaceae Pichon (1948), nom. cons.
čeleď: Chloranthaceae R.Br. ex Sims (1820), nom. cons.
čeleď: Nymphaeaceae Salisb. (1805), nom. cons. [+Cabombaceae Rich. ex A.Rich. (1822), nom. cons.]
řád: †Austrobaileyales Takht. ex Reveal (1992)
čeleď: Austrobaileyaceae (Croizat) Croizat (1943), nom. cons.
čeleď: §Schisandraceae Blume (1830), nom. cons. [+Illiciaceae A.C.Sm. (1947), nom. cons.]
čeleď: Trimeniaceae L.S.Gibbs (1917), nom. cons.
řád: Ceratophyllales Bisch. (1839)
čeleď: Ceratophyllaceae Gray (1821), nom. cons.

- clade: Magnoliids

- řád: †Canellales Cronquist (1957)

- čeleď: Winteraceae R.Br. ex Lindl. (1830), nom. cons.

- řád: Laurales Perleb (1826)

- čeleď: Atherospermataceae R.Br. (1814)
čeleď: Calycanthaceae Lindl. (1819), nom. cons.
čeleď: Gomortegaceae Reiche (1896), nom. cons.
čeleď: Hernandiaceae Bercht. & J.Presl (1820), nom. cons.
čeleď: Lauraceae Juss. (1789), nom. cons.
čeleď: Monimiaceae Juss. (1809), nom. cons.
čeleď: Siparunaceae (A.DC.) Schodde (1970)

- řád: Magnoliales Bromhead (1838)

- čeleď: Annonaceae Juss. (1789), nom. cons.
čeleď: Degeneriaceae I.W.Bailey & A.C.Sm. (1942), nom. cons.
čeleď: Eupomatiaceae Endl. (1841), nom. cons.
čeleď: Himantandraceae Diels (1917), nom. cons.
čeleď: Magnoliaceae Juss. (1789), nom. cons.
čeleď: Myristicaceae R.Br. (1810), nom. cons.

- řád: Piperales Dumort. (1829)

- čeleď: Aristolochiaceae Juss. (1789), nom. cons.
čeleď: *Hydnoraceae C.Agardh (1821), nom. cons.
čeleď: Lactoridaceae Engl. (1888), nom. cons.
čeleď: Piperaceae Bercht. & J. Presl (1820), nom. cons.
čeleď: Saururaceae Martynov (1820), nom. cons.

- clade: Monocots

- čeleď: §Petrosaviaceae Hutch. (1934), nom. cons.

- řád: Acorales Reveal (1996)

- čeleď: Acoraceae Martynov (1820)

- řád: Alismatales Dumort. (1829)

- čeleď: Alismataceae Vent. (1799), nom. cons.
čeleď: Aponogetonaceae J.Agardh (1858), nom. cons.
čeleď: Araceae Juss. (1789), nom. cons.
čeleď: Butomaceae Mirb. (1804), nom. cons.
čeleď: Cymodoceaceae N.Taylor (1909), nom. cons.
čeleď: Hydrocharitaceae Juss. (1789), nom. cons.
čeleď: Juncaginaceae Rich. (1808), nom. cons.
čeleď: Limnocharitaceae Takht. ex Cronquist (1981)
čeleď: Posidoniaceae Hutch. (1934), nom. cons.
čeleď: Potamogetonaceae Rchb. (1828), nom. cons.
čeleď: Ruppiaceae Horan. (1834), nom. cons.
čeleď: Scheuchzeriaceae F.Rudolphi (1830), nom. cons.
čeleď: Tofieldiaceae Takht. (1995)
čeleď: Zosteraceae Dumort. (1829), nom. cons.

- řád: Asparagales Bromhead (1838)

- čeleď: §Alliaceae Batsch ex Borkh. (1797), nom. cons. [+Agapanthaceae F.Voigt (1850)] [+Amaryllidaceae J.St.-Hil. (1805), nom. cons.]
čeleď: §Asparagaceae Juss. (1789), nom. cons. [+Agavaceae Dumort. (1829), nom. cons.] [+Aphyllanthaceae Burnett (1835)] [+Hesperocallidaceae Traub (1972)] [+Hyacinthaceae Batsch ex Borkh. (1797)] [+Laxmanniaceae Bubani (1901-1902)] [+Ruscaceae Spreng. (1826), nom. cons.] [+Themidaceae Salisb. (1866)]
čeleď: Asteliaceae Dumort. (1829)
čeleď: Blandfordiaceae R.Dahlgren & Clifford (1985)
čeleď: Boryaceae (Baker) M.W.Chase, Rudall & Conran (1997)
čeleď: Doryanthaceae R.Dahlgren & Clifford (1985)
čeleď: Hypoxidaceae R.Br. (1814), nom. cons.
čeleď: Iridaceae Juss. (1789), nom. cons.
čeleď: Ixioliriaceae Nakai (1943)
čeleď: Lanariaceae H.Huber ex R.Dahlgren & A.E.vanWyk (1988)
čeleď: Orchidaceae Juss. (1789), nom. cons.
čeleď: Tecophilaeaceae Leyb. (1862), nom. cons.
čeleď: §Xanthorrhoeaceae Dumort. (1829), nom. cons. [+Asphodelaceae Juss. (1789)] [+Hemerocallidaceae R.Br. (1810)]
čeleď: Xeronemataceae M.W.Chase, Rudall & M.F.Fay (2001)

- řád: Dioscoreales Hook.f. (1873)

- čeleď: §Burmanniaceae Blume (1827), nom. cons.
čeleď: §Dioscoreaceae R.Br. (1810), nom. cons.
čeleď: *Nartheciaceae Fr. ex Bjurzon (1846)

- řád: Liliales Perleb (1826)

- čeleď: Alstroemeriaceae Dumort. (1829), nom. cons.
čeleď: Campynemataceae Dumort. (1829)
čeleď: Colchicaceae DC. (1804), nom. cons.
čeleď: *Corsiaceae Becc. (1878), nom. cons.
čeleď: Liliaceae Juss. (1789), nom. cons.
čeleď: Luzuriagaceae Lotsy (1911)
čeleď: Melanthiaceae Batsch ex Borkh. (1796), nom. cons.
čeleď: Philesiaceae Dumort. (1829), nom. cons.
čeleď: Rhipogonaceae Conran & Clifford (1985)
čeleď: Smilacaceae Vent. (1799), nom. cons.

- řád: Pandanales Lindl. (1833)

- čeleď: Cyclanthaceae Poit. ex A.Rich. (1824), nom. cons.
čeleď: Pandanaceae R.Br. (1810), nom. cons.
čeleď: Stemonaceae Caruel (1878), nom. cons.
čeleď: *Triuridaceae Gardner (1843), nom. cons.
čeleď: Velloziaceae Hook. (1827), nom. cons.

- clade: Commelinids

- čeleď: Dasypogonaceae Dumort. (1829)

- řád: Arecales Bromhead (1840)

- čeleď: Arecaceae Schultz Sch. (1832), nom. cons.

- řád: Commelinales Dumort. (1829)

- čeleď: Commelinaceae Mirb. (1804), nom. cons.
čeleď: Haemodoraceae R.Br. (1810), nom. cons.
čeleď: *Hanguanaceae Airy Shaw (1964)
čeleď: Philydraceae Link (1821), nom. cons.
čeleď: Pontederiaceae Kunth (1816), nom. cons.

- řád: Poales Small (1903)

- čeleď: Anarthriaceae D.F.Cutler & Airy Shaw (1965)
čeleď: *Bromeliaceae Juss. (1789), nom. cons.
čeleď: Centrolepidaceae Endl. (1836), nom. cons.
čeleď: Cyperaceae Juss. (1789), nom. cons.
čeleď: Ecdeiocoleaceae D.F.Cutler & Airy Shaw (1965)
čeleď: Eriocaulaceae Martynov (1820), nom. cons.
čeleď: Flagellariaceae Dumort. (1829), nom. cons.
čeleď: Hydatellaceae U.Hamann (1976)
čeleď: Joinvilleaceae Toml. & A.C.Sm. (1970)
čeleď: Juncaceae Juss. (1789), nom. cons.
čeleď: *Mayacaceae Kunth (1842), nom. cons.
čeleď: Poaceae (R.Br.) Barnh. (1895), nom. cons.
čeleď: *Rapateaceae Dumort. (1829), nom. cons.
čeleď: Restionaceae R.Br. (1810), nom. cons.
čeleď: Sparganiaceae Hanin (1811), nom. cons.
čeleď: §Thurniaceae Engl. (1907), nom. cons.
čeleď: Typhaceae Juss. (1789), nom. cons.
čeleď: §Xyridaceae C.Agardh (1823), nom. cons.

- řád: Zingiberales Griseb. (1854)

- čeleď: Cannaceae Juss. (1789), nom. cons.
čeleď: Costaceae Nakai (1941)
čeleď: Heliconiaceae Nakai (1941)
čeleď: Lowiaceae Ridl. (1924), nom. cons.
čeleď: Marantaceae R.Br. (1814), nom. cons.
čeleď: Musaceae Juss. (1789), nom. cons.
čeleď: Strelitziaceae Hutch. (1934), nom. cons.
čeleď: Zingiberaceae Martynov (1820), nom. cons.

- clade: Eudicots

- čeleď: §Buxaceae Dumort. (1822), nom. cons. [+Didymelaceae Leandri (1937)]
čeleď: Sabiaceae Blume (1851), nom. cons.
čeleď: Trochodendraceae Eichler (1865), nom. cons. [+Tetracentraceae A.C.Sm. (1945), nom. cons.]

- řád: Proteales Dumort. (1829)

- čeleď: Nelumbonaceae Bercht. & J.Presl (1820), nom. cons.
čeleď: §Proteaceae Juss. (1789), nom. cons. [+Platanaceae T.Lestib. (1826), nom. cons.]

- řád: Ranunculales Dumort. (1829)

- čeleď: Berberidaceae Juss. (1789), nom. cons.
čeleď: Circaeasteraceae Hutch. (1926), nom. cons. [+Kingdoniaceae A.S.Foster ex Airy Shaw (1964)]
čeleď: Eupteleaceae K.Wilh. (1910), nom. cons.
čeleď: Lardizabalaceae R.Br. (1821), nom. cons.
čeleď: Menispermaceae Juss. (1789), nom. cons.
čeleď: Papaveraceae Juss. (1789), nom. cons. [+Fumariaceae Bercht. & J.Presl (1820), nom. cons.] [+Pteridophyllaceae (Murb.) Nakai ex Reveal & Hoogland (1991)]
čeleď: Ranunculaceae Juss. (1789), nom. cons.

- clade: core eudicots

- čeleď: Aextoxicaceae Engl. & Gilg (1920), nom. cons.
čeleď: Berberidopsidaceae Veldkamp) Takht. (1985)
čeleď: Dilleniaceae Salisb. (1807), nom. cons.

- řád: †Gunnerales Takht. ex Reveal (1992)

- čeleď: §Gunneraceae Meisn. (1842), nom. cons. [+Myrothamnaceae Nied. (1891), nom. cons.]

- řád: Caryophyllales Perleb (1826)

- čeleď: Achatocarpaceae Heimerl (1934), nom. cons.
čeleď: Aizoaceae Martynov (1820), nom. cons.
čeleď: Amaranthaceae Juss. (1789), nom. cons.
čeleď: Ancistrocladaceae Planch. ex Walp. (1851), nom. cons.
čeleď: Asteropeiaceae (Szyszyl.) Takht. ex Reveal & Hoogland (1990)
čeleď: *Barbeuiaceae Nakai (1942)
čeleď: Basellaceae Raf. (1837), nom. cons.
čeleď: Cactaceae Juss. (1789), nom. cons.
čeleď: Caryophyllaceae Juss. (1789), nom. cons.
čeleď: Didiereaceae Radlk. (1896), nom. cons.
čeleď: Dioncophyllaceae Airy Shaw (1952), nom. cons.
čeleď: Droseraceae Salisb. (1808), nom. cons.
čeleď: Drosophyllaceae Chrtek, Slavíková & Studnicka (1989)
čeleď: Frankeniaceae Desv. (1817), nom. cons.
čeleď: *Gisekiaceae Nakai (1942)
čeleď: Halophytaceae A.Soriano (1984)
čeleď: Molluginaceae Bartl. (1825), nom. cons.
čeleď: Nepenthaceae Bercht. & J.Presl (1820), nom. cons.
čeleď: Nyctaginaceae Juss. (1789), nom. cons.
čeleď: Physenaceae Takht. (1985)
čeleď: Phytolaccaceae R.Br. (1818), nom. cons.
čeleď: Plumbaginaceae Juss. (1789), nom. cons.
čeleď: Polygonaceae Juss. (1789), nom. cons.
čeleď: Portulacaceae Juss. (1789), nom. cons.
čeleď: Rhabdodendraceae Prance (1968)
čeleď: Sarcobataceae Behnke (1997)
čeleď: Simmondsiaceae Tiegh. (1899)
čeleď: Stegnospermataceae Nakai (1942)
čeleď: Tamaricaceae Bercht. & J.Presl (1820), nom. cons.

- řád: Santalales Dumort. (1829)

- čeleď: Olacaceae R.Br. (1818), nom. cons.
čeleď: Opiliaceae Valeton (1886), nom. cons.
čeleď: Loranthaceae Juss. (1808), nom. cons.
čeleď: Misodendraceae J. Agardh (1858), nom. cons.
čeleď: Santalaceae R.Br. (1810), nom. cons.

- řád: Saxifragales Dumort. (1829)

- čeleď: Altingiaceae Horan. (1843), nom. cons.
čeleď: Cercidiphyllaceae Engl. (1907), nom. cons.
čeleď: Crassulaceae J.St.-Hil. (1805), nom. cons.
čeleď: Daphniphyllaceae Müll.-Arg. (1869), nom. cons.
čeleď: Grossulariaceae DC. (1805), nom. cons.
čeleď: §Haloragaceae R.Br. (1814), nom. cons. [+Penthoraceae Rydb. ex Britt. (1901), nom. cons.] [+Tetracarpaeaceae Nakai (1943)]
čeleď: Hamamelidaceae R.Br. (1818), nom. cons.
čeleď: §Iteaceae J.Agardh (1858), nom. cons. [+Pterostemonaceae Small (1905), nom. cons.]
čeleď: Paeoniaceae Raf. (1815), nom. cons.
čeleď: Saxifragaceae Juss. (1789), nom. cons.

- clade: rosids

- čeleď: Aphloiaceae Takht. (1985)
čeleď: *Geissolomataceae Endl. (1841)
čeleď: Ixerbaceae Griseb. (1854)
čeleď: Picramniaceae Fernando & Quinn (1995)
čeleď: *Strasburgeriaceae Soler. (1908), nom. cons.
čeleď: *Vitaceae Juss. (1789), nom. cons.

- řád: †Crossosomatales Takht. ex Reveal (1993)

- čeleď: Crossosomataceae Engl. (1897), nom. cons.
čeleď: Stachyuraceae J.Agardh (1858), nom. cons.
čeleď: Staphyleaceae Martynov (1820), nom. cons.

- řád: Geraniales Dumort. (1829)

- čeleď: §Melianthaceae Bercht. & J.Presl (1820), nom. cons. [+Francoaceae A.Juss. (1832), nom. cons.]
čeleď: Geraniaceae Juss. (1789), nom. cons. [+Hypseocharitaceae Wedd. (1861)]
čeleď: Ledocarpaceae Meyen (1834)
čeleď: Vivianiaceae Klotzsch (1836)

- řád: Myrtales Rchb. (1828)

- čeleď: Alzateaceae S.A.Graham (1985)
čeleď: Combretaceae R.Br. (1810), nom. cons.
čeleď: Crypteroniaceae A.DC. (1868), nom. cons.
čeleď: Heteropyxidaceae Engl. & Gilg (1920), nom. cons.
čeleď: Lythraceae J.St.-Hil. (1805), nom. cons.
čeleď: §Melastomataceae Juss. (1789), nom. cons. [+Memecylaceae DC. (1827), nom. cons.]
čeleď: Myrtaceae Juss. (1789), nom. cons.
čeleď: Oliniaceae Arn. (1839), nom. cons.
čeleď: Onagraceae Juss. (1789), nom. cons.
čeleď: Penaeaceae Sweet ex Guill. (1828), nom. cons.
čeleď: Psiloxylaceae Croizat (1960)
čeleď: Rhynchocalycaceae L.A.S.Johnson & B.G.Briggs (1985)
čeleď: Vochysiaceae A.St.-Hil. (1820), nom. cons.

- clade: Eurosids I

- čeleď: §*Zygophyllaceae R.Br. (1814), nom. cons. [+Krameriaceae Dumort. (1829), nom. cons.]
čeleď: Huaceae A.Chev. (1947)

- řád: †Celastrales Baskerville (1839)

- čeleď: §Celastraceae R.Br. (1814), nom. cons.
čeleď: †Lepidobotryaceae J.Léonard (1950), nom. cons.
čeleď: Parnassiaceae Martynov (1820), nom. cons. [+Lepuropetalaceae Nakai (1943)]

- řád: Cucurbitales Dumort. (1829)

- čeleď: Anisophylleaceae Ridl. (1922)
čeleď: Begoniaceae Bercht. & J.Presl (1820), nom. cons.
čeleď: Coriariaceae DC. (1824), nom. cons.
čeleď: Corynocarpaceae Engl. (1897), nom. cons.
čeleď: Cucurbitaceae Juss. (1789), nom. cons.
čeleď: Datiscaceae Bercht. & J.Presl (1820), nom. cons.
čeleď: Tetramelaceae Airy Shaw (1964)

- řád: Fabales Bromhead (1838)

- čeleď: Fabaceae Lindl. (1836), nom. cons.
čeleď: Polygalaceae Hoffmanns. & Link (1809), nom. cons.
čeleď: Quillajaceae D.Don (1831)
čeleď: Surianaceae Arn. (1834), nom. cons.

- řád: Fagales Engl. (1892)

- čeleď: Betulaceae Gray (1821), nom. cons.
čeleď: Casuarinaceae R.Br. (1814), nom. cons.
čeleď: Fagaceae Dumort. (1829), nom. cons.
čeleď: §Juglandaceae DC. ex Perleb (1818), nom. cons. [+Rhoipteleaceae Hand.-Mazz. (1932), nom. cons.]
čeleď: Myricaceae A.Rich. ex Kunth (1817), nom. cons.
čeleď: Nothofagaceae Kuprian (1962)
čeleď: Ticodendraceae Gómez-Laur. & L.D.Gómez (1991)

- řád: Malpighiales Mart. (1835)

- čeleď: §Achariaceae Harms (1897), nom. cons.
čeleď: Balanopaceae Benth. & Hook.f. (1880), nom. cons.
čeleď: *Bonnetiaceae (Bartl.) L.Beauv. ex Nakai (1948)
čeleď: Caryocaraceae Voigt (1845), nom. cons.
čeleď: §Chrysobalanaceae R.Br. (1818), nom. cons. [+Dichapetalaceae Baill. (1886), nom. cons.] [+Euphroniaceae Marc.-Berti (1989)] [+Trigoniaceae Endl. (1841), nom. cons.]
čeleď: §Clusiaceae Lindl. (1836), nom. cons.
čeleď: *Ctenolophonaceae (H.Winkl.) Exell & Mendonça (1951)
čeleď: *Elatinaceae Dumort. (1829), nom. cons.
čeleď: §Euphorbiaceae Juss. (1789), nom. cons.
čeleď: Goupiaceae Miers (1862)
čeleď: Humiriaceae A.Juss. (1829), nom. cons.
čeleď: §Hypericaceae Juss. (1789), nom. cons.
čeleď: Irvingiaceae (Engl.) Exell & Mendonça (1951), nom. cons.
čeleď: *Ixonanthaceae Planch. ex Miq. (1858), nom. cons.
čeleď: Lacistemataceae Mart. (1826), nom. cons.
čeleď: §Linaceae DC. ex Perleb (1818), nom. cons.
čeleď: *Lophopyxidaceae (Engl.) H.Pfeiff. (1951)
čeleď: Malpighiaceae Juss. (1789), nom. cons.
čeleď: §Ochnaceae DC. (1811), nom. cons. [+Medusagynaceae Engl. & Gilg (1924), nom. cons.] [+Quiinaceae Choisy ex Engl. (1888), nom. cons.]
čeleď: Pandaceae Engl. & Gilg (1912-1913), nom. cons.
čeleď: §Passifloraceae Juss. ex Roussel (1806), nom. cons. [+Malesherbiaceae D.Don (1827), nom. cons.] [+Turneraceae Kunth ex DC. (1828), nom. cons.]
čeleď: *Peridiscaceae Kuhlm. (1950), nom. cons.
čeleď: §Picrodendraceae Small (1917), nom. cons.
čeleď: §Phyllanthaceae Martynov (1820)
čeleď: *Podostemaceae Rich. ex C. Agardh (1822), nom. cons
čeleď: Putranjivaceae Endl. (1841)
čeleď: §Rhizophoraceae Pers. (1807), nom. cons. [+Erythroxylaceae Kunth (1822), nom. cons.]
čeleď: §Salicaceae Mirb. (1815), nom. cons.
čeleď: Violaceae Batsch (1802), nom. cons.

- řád: Oxalidales Heintze (1927)

- čeleď: §Brunelliaceae Engl. (1897), nom. cons.
čeleď: Cephalotaceae Dumort. (1829), nom. cons.
čeleď: Connaraceae R.Br. (1818), nom. cons.
čeleď: Cunoniaceae R.Br. (1814), nom. cons.
čeleď: §Elaeocarpaceae Juss. ex DC. (1816), nom. cons.
čeleď: Oxalidaceae R.Br. (1818), nom. cons.

- řád: Rosales Perleb (1826)

- čeleď: Barbeyaceae Rendle (1916), nom. cons.
čeleď: §Cannabaceae Martynov (1820), nom. cons.
čeleď: Dirachmaceae Hutch. (1959)
čeleď: Elaeagnaceae Juss. (1789), nom. cons.
čeleď: Moraceae Link (1831), nom. cons.
čeleď: Rhamnaceae Juss. (1789), nom. cons.
čeleď: Rosaceae Juss. (1789), nom. cons.
čeleď: Ulmaceae Mirb. (1815), nom. cons.
čeleď: §Urticaceae Juss. (1789), nom. cons.

- clade: eurosids II

- čeleď: Tapisciaceae (Pax) Takht. (1987)

- řád: Brassicales Bromhead (1838)

- čeleď: Akaniaceae Stapf (1912), nom. cons. [+Bretschneideraceae Engl. & Gilg (1924), nom. cons.]
čeleď: Bataceae Perleb (1838), nom. cons.
čeleď: Brassicaceae Burnett (1835), nom. cons.
čeleď: Caricaceae Dumort. (1829), nom. cons.
čeleď: Emblingiaceae Airy Shaw (1964)
čeleď: Gyrostemonaceae Endl. (1841), nom. cons.
čeleď: Koeberliniaceae Engl. (1895), nom. cons.
čeleď: Limnanthaceae R.Br. (1833), nom. cons.
čeleď: Moringaceae Martynov (1820), nom. cons.
čeleď: Pentadiplandraceae Hutch. & Dalziel (1928)
čeleď: Resedaceae Bercht. & J.Presl (1820), nom. cons.
čeleď: Salvadoraceae Lindl. (1836), nom. cons.
čeleď: Setchellanthaceae Iltis (1999)
čeleď: Tovariaceae Pax (1891), nom. cons.
čeleď: Tropaeolaceae Bercht. & J.Presl (1820), nom. cons.

- řád: Malvales Dumort. (1829)

- čeleď: §Bixaceae Kunth (1822), nom. cons. [+Diegodendraceae Capuron (1964)] [+Cochlospermaceae Planch. (1847), nom. cons.]
čeleď: Cistaceae Juss. (1789), nom. cons.
čeleď: Dipterocarpaceae Blume (1825), nom. cons.
čeleď: Malvaceae Juss. (1789), nom. cons.
čeleď: Muntingiaceae C.Bayer, M.W.Chase & M.F.Fay (1998)
čeleď: Neuradaceae Link (1831), nom. cons.
čeleď: Sarcolaenaceae Caruel (1881), nom. cons.
čeleď: Sphaerosepalaceae (Warb.) Tiegh. ex Bullock (1959)
čeleď: §Thymelaeaceae Juss. (1789), nom. cons.

- řád: Sapindales Dumort. (1829)

- čeleď: Anacardiaceae R.Br. (1818), nom. cons.
čeleď: Biebersteiniaceae Endl. (1841)
čeleď: Burseraceae Kunth (1824), nom. cons.
čeleď: Kirkiaceae (Engl.) Takht. (1967)
čeleď: Meliaceae Juss. (1789), nom. cons.
čeleď: §Nitrariaceae Bercht. & J.Presl (1820), nom. cons. [+Peganaceae (Engl.) Tieghm. ex Takht. (1987)] [+Tetradiclidaceae (Engl.) Takht. (1986)]
čeleď: Rutaceae Juss. (1789), nom. cons.
čeleď: Sapindaceae Juss. (1789), nom. cons.
čeleď: Simaroubaceae DC. (1811), nom. cons.

- clade: asterids

- Paracryphiaceae Airy Shaw (1964)

- řád: Cornales Dumort. (1829)

- čeleď: Cornaceae Dumort. (1829), nom. cons. [+Nyssaceae Juss. ex Dumort. (1829), nom. cons.]
čeleď: Curtisiaceae (Engl.) Takht. (1987)
čeleď: Grubbiaceae Endl. (1839), nom. cons.
čeleď: Hydrangeaceae Dumort. (1829), nom. cons.
čeleď: Hydrostachyaceae (Tul.) Engl. (1894), nom. cons.
čeleď: Loasaceae Juss. (1804), nom. cons.

- řád: Ericales Dumort. (1829)

- čeleď: Actinidiaceae Gilg & Werderm. (1825), nom. cons.
čeleď: Balsaminaceae Bercht. & J.Presl (1820), nom. cons.
čeleď: Clethraceae Klotzsch (1851), nom. cons.
čeleď: Cyrillaceae Endl. (1841), nom. cons.
čeleď: Diapensiaceae Lindl. (1836), nom. cons.
čeleď: §Ebenaceae Gürke (1891), nom. cons.
čeleď: Ericaceae Juss. (1789), nom. cons.
čeleď: Fouquieriaceae DC. (1828), nom. cons.
čeleď: Lecythidaceae A.Rich. (1825), nom. cons.
čeleď: Maesaceae (A.DC.) Anderb., B.Ståhl & Källersjö (2000a)
čeleď: Marcgraviaceae Juss. ex DC. (1816), nom. cons.
čeleď: §Myrsinaceae R.Br. (1810), nom. cons.
čeleď: Polemoniaceae Juss. (1789), nom. cons.
čeleď: §Primulaceae Batsch ex Borkh. (1797), nom. cons.
čeleď: Roridulaceae Bercht. & J.Presl (1820), nom. cons.
čeleď: Sapotaceae Juss. (1789), nom. cons.
čeleď: Sarraceniaceae Dumort. (1829), nom. cons.
čeleď: §Styracaceae DC. & Spreng. (1821), nom. cons.
čeleď: Symplocaceae Desf. (1820), nom. cons.
čeleď: Pentaphylacaceae Engl. (1897), nom. cons. [+Ternstroemiaceae Mirb. ex DC. (1816)] [+Sladeniaceae Airy Shaw (1964)]
čeleď: §Tetrameristaceae Hutch. (1959) [+Pellicieraceae (Triana & Planch.) L.Beauvis. ex Bullock (1959)]
čeleď: Theaceae Mirb. ex Ker Gawl. (1816), nom. cons.
čeleď: §Theophrastaceae Link (1829), nom. cons.

- clade: euasterids I

- čeleď: Boraginaceae Juss. (1789), nom. cons.
čeleď: §*Icacinaceae (Benth.) Miers (1851), nom. cons.
čeleď: *Oncothecaceae Kobuski ex Airy Shaw (1964)
čeleď: Vahliaceae Dandy (1959)

- řád: Garryales Lindl. (1846)

- čeleď: Eucommiaceae Engl. (1909), nom. cons.
čeleď: §Garryaceae Lindl. (1834), nom. cons. [+Aucubaceae J.Agardh (1858)]

- řád: Gentianales Lindl. (1833)

- čeleď: Apocynaceae Juss. (1789), nom. cons.
čeleď: Gelsemiaceae (G.Don) Struwe & V. Albert (1995)
čeleď: Gentianaceae Juss. (1789), nom. cons.
čeleď: Loganiaceae R.Br. (1814), nom. cons.
čeleď: Rubiaceae Juss. (1789), nom. cons.

- řád: Lamiales Bromhead (1838)

- čeleď: Acanthaceae Juss. (1789), nom. cons.
čeleď: Avicenniaceae Endl. (1841), nom. cons.
čeleď: Bignoniaceae Juss. (1789), nom. cons.
čeleď: Byblidaceae (Engl. & Gilg) Domin (1922), nom. cons.
čeleď: Calceolariaceae (D. Don) Olmstead (2001)
čeleď: *Carlemanniaceae Airy Shaw (1964)
čeleď: Gesneriaceae Rich. & Juss. ex DC. (1816), nom. cons.
čeleď: Lamiaceae Martynov (1820), nom. cons.
čeleď: Lentibulariaceae Rich. (1808), nom. cons.
čeleď: *Martyniaceae Horan. (1847), nom. cons.
čeleď: Nesogenaceae Marais (1981)
čeleď: Oleaceae Hoffmanns. & Link (1809), nom. cons.
čeleď: §Orobanchaceae Vent. (1799), nom. cons.
čeleď: Paulowniaceae Nakai (1949)
čeleď: Pedaliaceae R.Br. (1810), nom. cons.
čeleď: Phrymaceae Schauer (1847), nom. cons.
čeleď: §Plantaginaceae Juss. (1789), nom. cons.
čeleď: *Plocospermataceae Hutch. (1973)
čeleď: Schlegeliaceae (A.H.Gentry) Reveal (1996)
čeleď: §Scrophulariaceae Juss. (1789), nom. cons.
čeleď: Stilbaceae Kunth (1831), nom. cons.
čeleď: Tetrachondraceae Wettst. (1924)
čeleď: Verbenaceae J.St.-Hil. (1805), nom. cons.

- řád: Solanales Dumort. (1829)

- čeleď: Convolvulaceae Juss. (1789), nom. cons.
čeleď: Hydroleaceae Bercht. & J. Presl (1820)
čeleď: §Montiniaceae Nakai (1943), nom. cons.
čeleď: Solanaceae Juss. (1789), nom. cons.
čeleď: Sphenocleaceae (Lindl.) Baskerville (1839), nom. cons.

- clade: euasterids II

- čeleď: Bruniaceae Bercht. & J.Presl (1820), nom. cons.
čeleď: Columelliaceae D.Don (1828), nom. cons. [+Desfontainiaceae Endl. (1841), nom. cons.]
čeleď: Eremosynaceae Dandy (1959)
čeleď: Escalloniaceae R.Br. ex Dumort. (1829), nom. cons.
čeleď: Polyosmaceae Blume (1851)
čeleď: Sphenostemonaceae P.Royen & Airy Shaw (1972)
čeleď: Tribelaceae Airy Shaw (1964)

- řád: Apiales Nakai (1930)

- čeleď: Apiaceae Lindl. (1836), nom. cons.
čeleď: Araliaceae Juss. (1789), nom. cons.
čeleď: Aralidiaceae Philipson & B.C.Stone (1980)
čeleď: Griseliniaceae J.R.Forst. & G.Forst. ex A.Cunn. (1839)
čeleď: Melanophyllaceae Takht. ex Airy Shaw (1972)
čeleď: Pennantiaceae J.Agardh (1858)
čeleď: Pittosporaceae R.Br. (1814), nom. cons.
čeleď: Torricelliaceae Hu (1934)

- řád: Aquifoliales Senft (1856)

- čeleď: Aquifoliaceae DC. ex A.Rich. (1828), nom. cons.
čeleď: *§Cardiopteridaceae Blume (1847), nom. cons.
čeleď: Helwingiaceae Decne. (1836)
čeleď: Phyllonomaceae Small (1905)
čeleď: Stemonuraceae (M. Roem.) Kårehed (2001)

- řád: Asterales Lindl. (1833)

- čeleď: Alseuosmiaceae Airy Shaw (1964)
čeleď: Argophyllaceae (Engl.) Takht. (1987)
čeleď: Asteraceae Martynov (1820), nom. cons.
čeleď: Calyceraceae R.Br. ex Rich. (1820), nom. cons.
čeleď: §Campanulaceae Juss. (1789), nom. cons. [+Lobeliaceae Juss. ex Bonpl. (1813), nom. cons.]
čeleď: Donatiaceae B.Chandler (1911), nom. cons.
čeleď: Goodeniaceae R.Br. (1810), nom. cons.
čeleď: Menyanthaceae Bercht. & J.Presl (1820), nom. cons.
čeleď: Pentaphragmataceae J.Agardh (1858), nom. cons.
čeleď: Phellinaceae (Loes.) Takht. (1967)
čeleď: §Rousseaceae DC. (1839)
čeleď: Stylidiaceae R.Br. (1810), nom. cons.

- řád: Dipsacales Dumort. (1829)

- čeleď: *Adoxaceae E.Mey. (1839), nom. cons.
čeleď: §Caprifoliaceae Juss. (1789), nom. cons. [+Diervillaceae (Raf.) Pyck (1998)] [+Dipsacaceae Juss. (1789), nom. cons.] [+Linnaeaceae (Raf.) Backlund (1998)] [+Morinaceae Raf. (1820)] [+Triplostegiaceae A.E. Bobrov ex Airy Shaw (1964)] [+Valerianaceae Batsch (1802), nom. cons.]

Taxony s nejistým zařazením
Aneulophus Benth.
Balanophoraceae Rich. (1822), nom. cons.
Centroplacus Pierre
Cynomorium L. [ Cynomoriaceae Lindl. (1833), nom. cons.]
Cytinus L. [ Cytinaceae A.Rich. (1824)]
Dipentodon Dunn [ Dipentodontaceae Merr. (1941), nom. cons.]
[Gumillea] Ruiz & Pav.
Hoplestigma Pierre [ Hoplestigmataceae Engl. & Gilg (1924), nom. cons.]
Leptaulus Benth.
Medusandra Brenan [ Medusandraceae Brenan (1952), nom. cons.]
Metteniusa H.Karst. [ Metteniusaceae H.Karst. ex Schnizl. (1860-1870)]
Mitrastemon Makino [ Mitrastemonaceae Makino (1911), nom. cons.]
Pottingeria Prain [ Pottingeriaceae (Engl.) Takht. (1987)]
Rafflesiaceae Dumort. (1829), nom. cons.
Soyauxia Oliv.
Trichostephanus Gilg